# Dicentria linita
Dicentria linita är en fjärilsart som beskrevs av William Schaus 1901. Dicentria linita ingår i släktet Dicentria och familjen tandspinnare. Inga underarter finns listade i Catalogue of Life.